# Rallye Neuseeland 2006

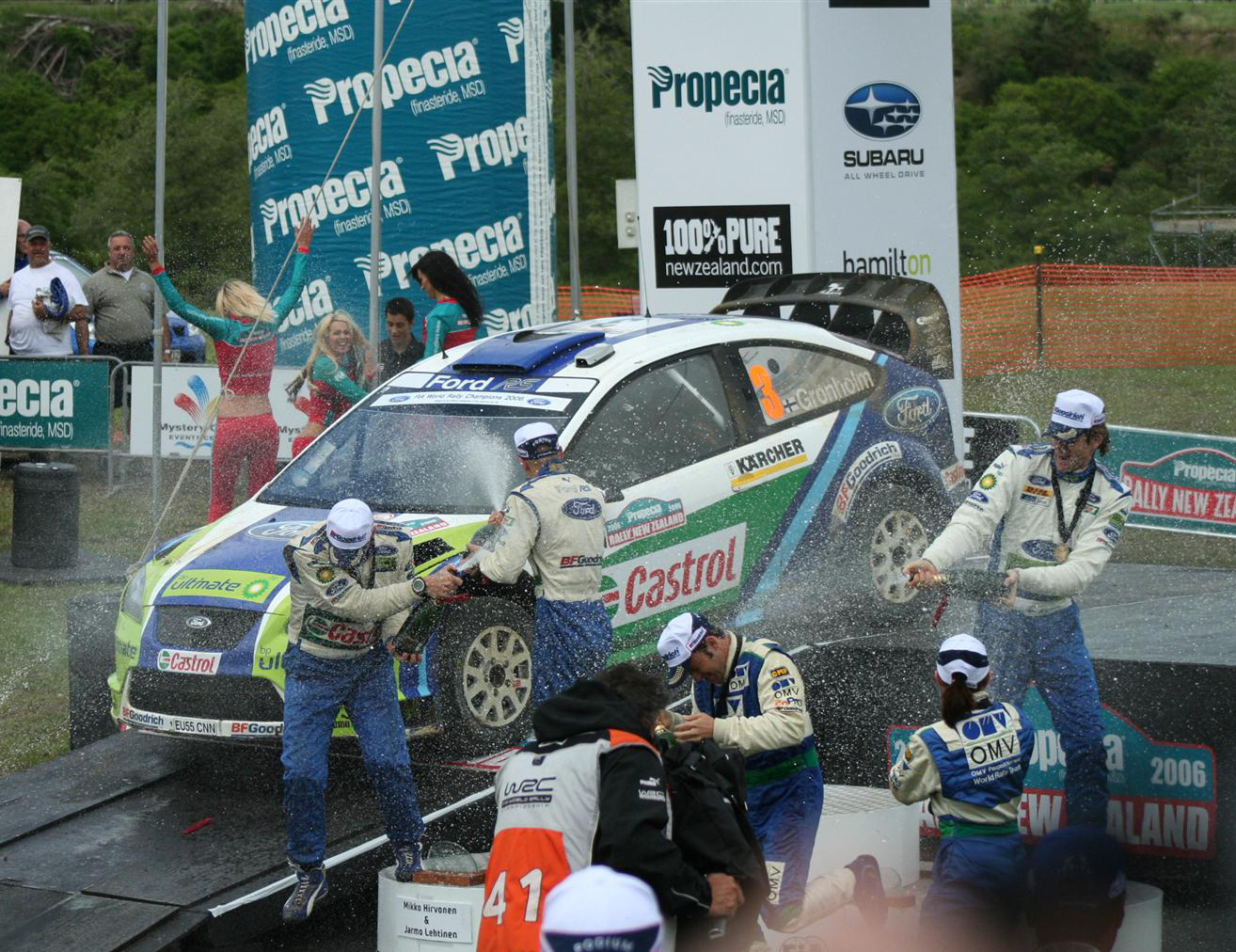
Marcus Grönholm und Timo Rautiainen in Neuseeland 2006

Die 37. Rallye Neuseeland war der 15. Lauf zur FIA-Rallye-Weltmeisterschaft 2006. Sie dauerte vom 17. bis zum 19. November 2006 und es wurden insgesamt 17 Wertungsprüfungen (WP) gefahren.

## Klassifikationen

### Endergebnis
| WRC     |                       |                    |                          |           |                 |    |
| 01      | Marcus Grönholm       | Timo Rautiainen    | Ford Focus RS WRC        | 4:02:30.7 | 00:00.0 0:00.0  | 10 |
| 02      | Mikko Hirvonen        | Jarmo Lehtinen     | Ford Focus RS WRC        | 4:03:26.7 | 00:56.0 0:56.0  | 8  |
| 03      | Manfred Stohl         | Ilka Minor         | Peugeot 307 WRC          | 4:05:10.0 | 02:39.3 1:43.3  | 6  |
| 04      | Xevi Pons             | Carlos del Barrio  | Citroën Xsara WRC        | 4:05:26.8 | 02:56.1 0:16.8  | 5  |
| 05      | Dani Sordo            | Marc Martí         | Citroën Xsara WRC        | 4:05:51.4 | 03:20.7 0:24.6  | 4  |
| 06      | Petter Solberg        | Phil Mills         | Subaru Impreza S12 WRC   | 4:07:27.8 | 04:57.1 1:36.4  | 3  |
| 07      | Luís Pérez Companc    | Jose Maria Volta   | Ford Focus RS WRC        | 4:13:22.3 | 10:51.6 5:54.5  | 2  |
| 08      | Jari-Matti Latvala    | Miikka Anttila     | Subaru Impreza STi       | 4:18:53.1 | 16:22.4 5:30.8  | 1  |
| 09      | Juho Hänninen         | Marko Sallinen     | Mitsubishi Lancer Evo IX | 4:20:00.9 | 17:30.2 1:07.8  | 0  |
| 10      | Richard Mason         | Sara Mason-Randall | Subaru Impreza STi       | 4:22:50.7 | 20:20.0 2:49.8  | 0  |
| PWRC    |                       |                    |                          |           |                 |    |
| 01 (8)  | Jari-Matti Latvala    | Miikka Anttila     | Subaru Impreza STi       | 4:18:53.1 | 00:00.0         | 10 |
| 02 (10) | Richard Mason         | Sara Mason-Randall | Subaru Impreza STi       | 4:22:50.7 | 03:57.6         | 8  |
| 03 (16) | Alexander Dorosinskiy | Dmitriy Yeremeyev  | Subaru Impreza STi       | 4:34:39.9 | 15:46.8 11:49.2 | 6  |

Insgesamt wurden 37 von 44 gemeldeten Fahrzeugen klassiert.

### Wertungsprüfungen
| Tag                     | WP                      | Name            | Länge    | Start NZST                | Gewinner                          | Co-Pilot                            | Auto              | Zeit    | Leader          |
| Tag 1 17. Nov.          |                         |                 |          |                           |                                   |                                     |                   |         |                 |
| ----------------------- | ----------------------- | --------------- | -------- | ------------------------- | --------------------------------- | ----------------------------------- | ----------------- | ------- | --------------- |
| Tag 1 17. Nov.          | WP1                     | Pirongia West 1 | 20,38 km | 09:33                     | Marcus Grönholm                   | Timo Rautiainen                     | Ford Focus RS WRC | 15:09.7 | Marcus Grönholm |
| Tag 1 17. Nov.          | WP2                     | Te Koraha 1     | 43,88 km | 10:31                     | Marcus Grönholm                   | Timo Rautiainen                     | Ford Focus RS WRC | 29:44.7 | Marcus Grönholm |
| Tag 1 17. Nov.          | Mystery Creek 13:17 Uhr |                 |          |                           |                                   |                                     |                   |         | Marcus Grönholm |
| Tag 1 17. Nov.          | WP3                     | Pirongia West 2 | 20,38 km | 14:50                     | Marcus Grönholm                   | Timo Rautiainen                     | Ford Focus RS WRC | 14:53.6 | Marcus Grönholm |
| Tag 1 17. Nov.          | WP4                     | Te Koraha 2     | 43,88 km | 15:48                     | Marcus Grönholm                   | Timo Rautiainen                     | Ford Focus RS WRC | 29:10.2 | Marcus Grönholm |
| Tag 1 17. Nov.          | WP5                     | Mystery Creek 1 | 3,14 km  | 18:00                     | Marcus Grönholm                   | Timo Rautiainen                     | Ford Focus RS WRC | 02:59.8 | Marcus Grönholm |
| Tag 1 17. Nov.          | Mystery Creek 18:10 Uhr |                 |          |                           |                                   |                                     |                   |         | Marcus Grönholm |
| Tag 2 18. Nov.          |                         |                 |          |                           |                                   |                                     |                   |         | Marcus Grönholm |
| Mystery Creek 07:00 Uhr |                         |                 |          |                           |                                   |                                     |                   |         | Marcus Grönholm |
| WP6                     | Port Waikato            | 18,18 km        | 09:23    | Marcus Grönholm           | Timo Rautiainen                   | Ford Focus RS WRC                   | 10:25.3           |         | Marcus Grönholm |
| WP7                     | Klondyke                | 13,88 km        | 10:01    | Chris Atkinson            | Glenn Macneall                    | Subaru Impreza S12 WRC              | 11:18.9           |         | Marcus Grönholm |
| WP8                     | Wairamarama             | 31,68 km        | 10:34    | Chris Atkinson            | Glenn Macneall                    | Subaru Impreza S12 WRC              | 22:23.3           |         | Marcus Grönholm |
| Mystery Creek 13:20 Uhr |                         |                 |          |                           |                                   |                                     |                   |         | Marcus Grönholm |
| WP9                     | Te Akauth South         | 27,55 km        | 15:18    | Marcus Grönholm           | Timo Rautiainen                   | Ford Focus RS WRC                   | 18:37.4           |         | Marcus Grönholm |
| WP10                    | Te Akauth North         | 32,64 km        | 16:01    | Mikko Hirvonen            | Jarmo Lehtinen                    | Ford Focus RS WRC                   | 18:08.2           |         | Marcus Grönholm |
| WP11                    | Mystery Creek 2         | 3,14 km         | 18:15    | Marcus Grönholm           | Timo Rautiainen                   | Ford Focus RS WRC                   | 02:59.5           |         | Marcus Grönholm |
| Mystery Creek 18:25 Uhr |                         |                 |          |                           |                                   |                                     |                   |         | Marcus Grönholm |
| Tag 3 19. Nov.          |                         |                 |          |                           |                                   |                                     |                   |         | Marcus Grönholm |
| Mystery Creek 06:15 Uhr |                         |                 |          |                           |                                   |                                     |                   |         | Marcus Grönholm |
| WP12                    | Maungatawhiri 1         | 6,69 km         | 07:38    | Marcus Grönholm           | Timo Rautiainen                   | Ford Focus RS WRC                   | 03:40.6           |         | Marcus Grönholm |
| WP13                    | Te Hutewai 1            | 11,23 km        | 08:06    | Marcus Grönholm           | Timo Rautiainen                   | Ford Focus RS WRC                   | 07:56.2           |         | Marcus Grönholm |
| WP14                    | Whaanga Coast 1         | 29,82 km        | 08:34    | Marcus Grönholm           | Timo Rautiainen                   | Ford Focus RS WRC                   | 21:38.1           |         | Marcus Grönholm |
| Mystery Creek 10:20 Uhr |                         |                 |          |                           |                                   |                                     |                   |         | Marcus Grönholm |
| WP15                    | Maungatawhiri 2         | 6,69 km         | 12:03    | Marcus Grönholm           | Timo Rautiainen                   | Ford Focus RS WRC                   | 03:37.5           |         | Marcus Grönholm |
| WP16                    | Te Hutewai 2            | 11,23 km        | 12:31    | Xevi Pons Marcus Grönholm | Carlos del Barrio Timo Rautiainen | Citroën Xsara WRC Ford Focus RS WRC | 07:57.7           |         | Marcus Grönholm |
| WP17                    | Whaanga Coast 2         | 29,82 km        | 12:59    | Xevi Pons                 | Carlos del Barrio                 | Citroën Xsara WRC                   | 21:09.7           |         | Marcus Grönholm |

### Gewinner Wertungsprüfungen
| WP                | Anzahl | Fahrer          | Auto                   |
| ----------------- | ------ | --------------- | ---------------------- |
| 1–6, 9, 11–15, 16 | 13     | Marcus Grönholm | Ford Focus RS WRC      |
| 7, 8              | 2      | Chris Atkinson  | Subaru Impreza S12 WRC |
| 16, 17            | 2      | Xevi Pons       | Citroën Xsara WRC      |
| 10                | 1      | Mikko Hirvonen  | Ford Focus RS WRC      |

### Fahrer-WM nach der Rallye
| Pos. | Fahrer          | Punkte |
| ---- | --------------- | ------ |
| 1    | Sébastien Loeb  | 112    |
| 2    | Marcus Grönholm | 101    |
| 3    | Mikko Hirvonen  | 65     |
| 4    | Dani Sordo      | 47     |
| 5    | Manfred Stohl   | 46     |

### Team-Weltmeisterschaft
| Pos. | Team               | Punkte |
| ---- | ------------------ | ------ |
| 1    | Ford WRT           | 185    |
| 2    | Kronos Citroën WRT | 160    |
| 3    | Subaru WRT         | 97     |
| 4    | Peugeot Norway     | 80     |